# Giro di Sardegna 1976
Il Giro di Sardegna 1976, diciannovesima edizione della corsa, si svolse dal 26 febbraio al 1º marzo 1976 su un percorso di 764,5 km, suddiviso su 5 tappe, la prima suddivisa in due semitappe, con partenza da Cassino e arrivo a Cagliari. La vittoria fu appannaggio del belga Roger De Vlaeminck, che completò il percorso in 20h43'41", precedendo l'italiano Arnaldo Caverzasi e l'olandese Cees Bal.

## Tappe
| Tappa  | Data        | Percorso               | km    | Vincitore di tappa  | Leader cl. generale |
| ------ | ----------- | ---------------------- | ----- | ------------------- | ------------------- |
| 1ª-1   | 26 febbraio | Cassino > Sora         | 125   | Wladimiro Panizza   | Wladimiro Panizza   |
| 1ª-2   | 26 febbraio | Sora > Avezzano        | 55    | Roger De Vlaeminck  | Wladimiro Panizza   |
| 2ª     | 27 febbraio | Avezzano > Torvaianica | 168,5 | Ronald De Witte     | Ronald De Witte     |
| 3ª     | 28 febbraio | Cagliari > Oristano    | 106   | Ferdi Van Den Haute | Ronald De Witte     |
| 4ª     | 29 febbraio | Oristano > Nuoro       | 127   | Patrick Sercu       | Roger De Vlaeminck  |
| 5ª     | 1º marzo    | Nuoro > Cagliari       | 183   | Roger De Vlaeminck  | Roger De Vlaeminck  |
| Totale | Totale      | Totale                 | 764,5 |                     |                     |

## Dettagli delle tappe

### 1ª tappa, 1ª semitappa
- 26 febbraio: Cassino > Sora – 125 km

Risultati
| Pos. | Corridore         | Squadra  | Tempo    |
| ---- | ----------------- | -------- | -------- |
| 1    | Wladimiro Panizza | Scic     | 3h23'07" |
| 2    | Ronald De Witte   | Brooklyn | a 1"     |
| 3    | Franco Bitossi    | Zonca    | s.t.     |

| Pos. | Corridore         | Squadra | Tempo |
| ---- | ----------------- | ------- | ----- |
| 1    | Wladimiro Panizza | Scic    | ?     |

### 1ª tappa, 2ª semitappa
- 26 febbraio: Sora > Avezzano – 55 km

Risultati
| Pos. | Corridore          | Squadra  | Tempo    |
| ---- | ------------------ | -------- | -------- |
| 1    | Roger De Vlaeminck | Brooklyn | 1h45'27" |
| 2    | Eddy Merckx        | Molteni  | a 1"     |
| 3    | Frans Van Looy     | Molteni  | s.t.     |

| Pos. | Corridore         | Squadra | Tempo |
| ---- | ----------------- | ------- | ----- |
| 1    | Wladimiro Panizza | Scic    | ?     |

### 2ª tappa
- 27 febbraio: Avezzano > Torvaianica – 168,5 km

Risultati
| Pos. | Corridore         | Squadra  | Tempo    |
| ---- | ----------------- | -------- | -------- |
| 1    | Ronald De Witte   | Brooklyn | 4h21'58" |
| 2    | Arnaldo Caverzasi | Scic     | s.t.     |
| 3    | Cees Bal          | Molteni  | s.t.     |

| Pos. | Corridore       | Squadra  | Tempo |
| ---- | --------------- | -------- | ----- |
| 1    | Ronald De Witte | Brooklyn | ?     |

### 3ª tappa
- 28 febbraio: Cagliari > Oristano – 106 km

Risultati
| Pos. | Corridore           | Squadra    | Tempo    |
| ---- | ------------------- | ---------- | -------- |
| 1    | Ferdi Van Den Haute | Ebo-Cinzia | 2h38'48" |
| 2    | Roger De Vlaeminck  | Brooklyn   | a 1"     |
| 3    | Alex Van Linden     | Bianchi    | s.t.     |

| Pos. | Corridore       | Squadra  | Tempo |
| ---- | --------------- | -------- | ----- |
| 1    | Ronald De Witte | Brooklyn | ?     |

### 4ª tappa
- 29 febbraio: Oristano > Nuoro – 127 km

Risultati
| Pos. | Corridore          | Squadra  | Tempo    |
| ---- | ------------------ | -------- | -------- |
| 1    | Patrick Sercu      | Brooklyn | 3h33'21" |
| 2    | Roger De Vlaeminck | Brooklyn | s.t.     |
| 3    | Enrico Paolini     | Scic     | s.t.     |

| Pos. | Corridore          | Squadra  | Tempo |
| ---- | ------------------ | -------- | ----- |
| 1    | Roger De Vlaeminck | Brooklyn | ?     |

### 5ª tappa
- 1º marzo: Nuoro > Cagliari – 183 km

Risultati
| Pos. | Corridore          | Squadra     | Tempo    |
| ---- | ------------------ | ----------- | -------- |
| 1    | Roger De Vlaeminck | Brooklyn    | 7h01'41" |
| 2    | Giac. Santambrogio | Bianchi     | s.t.     |
| 3    | Italo Zilioli      | Furzi-Vibor | s.t.     |

| Pos. | Corridore          | Squadra  | Tempo     |
| ---- | ------------------ | -------- | --------- |
| 1    | Roger De Vlaeminck | Brooklyn | 20h43'41" |
| 2    | Arnaldo Caverzasi  | Scic     | a 33"     |
| 3    | Cees Bal           | Molteni  | a 38"     |

## Classifiche finali

### Classifica generale
| Pos. | Corridore             | Squadra            | Tempo     |
| ---- | --------------------- | ------------------ | --------- |
| 1    | Roger De Vlaeminck    | Brooklyn           | 20h43'41" |
| 2    | Arnaldo Caverzasi     | Scic-Colnago       | a 33"     |
| 3    | Cees Bal              | Molteni-Campagnolo | a 38"     |
| 4    | Ferdi Van Den Haute   | Ebo-Cinzia         | a 39"     |
| 5    | Wladimiro Panizza     | Scic-Colnago       | s.t.      |
| 6    | Jan Aling             | Ebo-Cinzia         | a 43"     |
| 7    | Giacinto Santambrogio | Bianchi-Campagnolo | a 50"     |
| 8    | Eddy Merckx           | Molteni-Campagnolo | s.t.      |
| 9    | Franco Bitossi        | Zonca-Santini      | a 55"     |
| 10   | Enrico Paolini        | Scic-Colnago       | s.t.      |